# Киров (крейсер)
Краснознамённый крейсер «Киров» — лёгкий крейсер проекта 26. Первый крейсер советской постройки. Спущен на воду 30 ноября 1936 года. Исключен из состава флота в 1974 году.

## Проект
Первоначальный проект основывался на проекте крейсера «Раймондо Монтекукколи», но окончательный проект создавался на основе теоретического чертежа крейсера «Эудженио ди Савойя» — дальнейшего развития крейсера «Раймондо Монтекукколи». Полный пакет технических документов на корабль был приобретён советской стороной у итальянской фирмы «Ансальдо», главным конструктором крейсера проекта 26 в СССР назначен Анатолий Иоасафович Маслов.

## Строительство и испытания

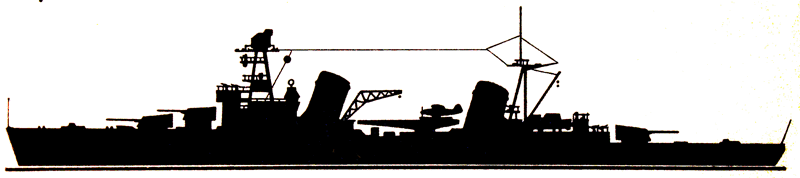
Первоначальный силуэт крейсера «Киров»

Строительство было начато по постановлению Совета труда и обороны от 11 июля 1934 года № 58сс.
Корпус крейсера заложили на Ленинградском судостроительном заводе № 189 имени С. Орджоникидзе (с опозданием на 4 месяца от плана). Во время церемонии закладки присутствовали — М. И. Калинин и Начальник Морских сил РККА В. М. Орлов. Главный строитель — военинженер 2-го ранга Н. В. Григорьев. При строительстве крейсер обозначался как «заказ № 269».
Корпус был изготовлен клёпаным методом из стали двух марок — марганцовистой (наружная обшивка, второе дно, главные переборки, верхняя палуба и её набор и другие несущие конструкции), и обыкновенной углеродистой (сталь 3) — для оконечностей и второстепенных конструкций. Система набора — смешанная: в средней части (61—219 шп.) преимущественно продольная, с длиной шпации 750 мм; в оконечностях — поперечная, со шпацией 500 мм. Корпус разделен на 19 главных водонепроницаемых отсеков с таким расчетом, чтобы корабль остался на плаву при затоплении любых трех.
7 августа 1937 года под заводским флагом совершил первый выход в море (из Кронштадта по «Маркизовой луже»).
В ходе испытаний произошли множественные аварии, и были выявлены недоделки. Н. В. Григорьева арестовали и вскоре расстреляли. Главным строителем назначили В. Л. Бродского (в этом же году был арестован). В 1938 году, во время торпедных стрельб, одна из учебных торпед, сделав циркуляцию, ударила крейсер в борт, в результате чего был отстранен, а затем арестован председатель комиссии по приемке корабля А. К. Векман.
25 сентября 1938 года комиссией под председательством капитана 2 ранга Д. Д. Долина, был подписан акт о приёмке.

## Боевая служба
15 октября 1939 года крейсер прибыл в Таллин. 22 октября 1939 года первым во главе отряда советских кораблей вошёл в порт Лиепаи, 11 октября 1939 года «Минск» во главе отряда советских кораблей первым вошёл в порт Таллина после подписания Пакта о взаимопомощи между СССР и Латвией, которым предусматривалось размещение в последней советских войск.
На Лиепаю крейсер базировался до конца советско-финской войны. В этой войне крейсер провёл одну боевую операцию — 1 декабря 1939 года вышел в море с эсминцами «Сметливый» и «Стремительный» для обстрела финской береговой батареи на острове Руссарэ. Не имея тральщиков и сведений о расположении минных полей, корабль чудом избежал попадания на них. При обстреле батареи было выпущено 35 снарядов (повреждены пристань, казарма, маяк, сама батарея не пострадала). В ответ финны выпустили 15 снарядов и по их данным — добились попадания в крейсер (советскими источниками попадание в корабль не подтверждается), и в один из прикрывавших его эсминцев.
Осенью 1940 года ушел в Кронштадт на гарантийный ремонт и замену лейнеров. 21 мая 1941 года крейсер начал кампанию, вскоре перешел в Таллин. 14 июня перебазировался в Усть-Двинск.
22 июня 1941 года находился на рейде Риги. Далее участвовал в обороне Таллина: с 22 по 27 августа произвел 36 стрельб по войскам противника, в ответ по кораблю было выпущено до 500 снарядов и сброшено 326 бомб немецкой авиацией. 25 августа на рейде Таллина крейсер получил одно попадание немецкого 15-см снаряда в корму, от которого загорелись шесть больших глубинных бомб, погибло 9 членов экипажа, 30 получили ранения.
В таллинском переходе шёл как флагман отряда главных сил (на борту находились командующий флотом вице-адмирал В. Ф. Трибуц, командир отряда главных сил контр-адмирал В. П. Дрозд, основная часть штаба Балтийского флота). Силами прикрытия командовал контр-адмирал Ю. А. Пантелеев, арьергардом — контр-адмирал Ю. Ф. Ралль, их задачей было прикрывать крейсер. На крейсере эвакуировались Военный совет КБФ, члены Совета Министров Эстонской ССР, ценности Эстонского государственного банка и Красное знамя Балтийского флота. Все боевые корабли, а также транспорты и вспомогательные суда были сведены в четыре конвоя. Опасаясь обвинений в паникёрстве, командование флота не провело предварительного протраливания маршрута перехода и не определило границы минного поля. Во время перехода не делалось попыток обвеховать протраленный фарватер. В начале перехода транспорты шли 7-ми узловым ходом, а боевые корабли − 12 узловым, но и на этой скорости параваны не действовали. Наутро крейсер оторвался от конвоя и пошёл 27-узловым ходом и благополучно прибыл в Кронштадт 29 августа.
30 августа 1941 года приказом Наркома ВМФ крейсер передан как флагман в состав эскадры под командованием контр-адмирала В. П. Дрозда. Затем крейсер вёл артиллерийский огонь из Кронштадта, по наступавшему противнику выпущено свыше 500 снарядов. Почти ежедневно крейсер подвергался атакам авиации врага и получил несколько попаданий авиабомб (небольшого калибра), погибло трое и ранено двенадцать моряков. Зенитчики сбили три самолёта врага. Затем, с 4 сентября находился в Ленинграде, откуда с позиции на Неве продолжал вести огонь по врагу.

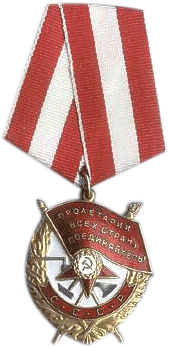
Орден Красного Знамени

4 апреля 1942 года началась операция «Айсштосс». Около 19 часов после артиллерийского налёта по стоянкам кораблей они подверглись атаке 191 самолёта противника (132 бомбардировщика и 59 истребителей), действовавших тремя большими группами. Их подход был своевременно замечен, все силы противовоздушной обороны Ленинградского фронта и Балтийского флота были подняты по тревоге, но до истребительной авиации приказ дошёл с опозданием. Мощный зенитный огонь не позволил немецким лётчикам прицельно отбомбиться по кораблям: из 230 сброшенных авиабомб вблизи кораблей разорвались только 70, прямое попадание было только одно: бомба пробила палубу крейсера «Киров», затем пробила борт и разорвалась в воде у борта. От разрыва были повреждены два орудия крейсера, вышли из строя дальномеры КДП.

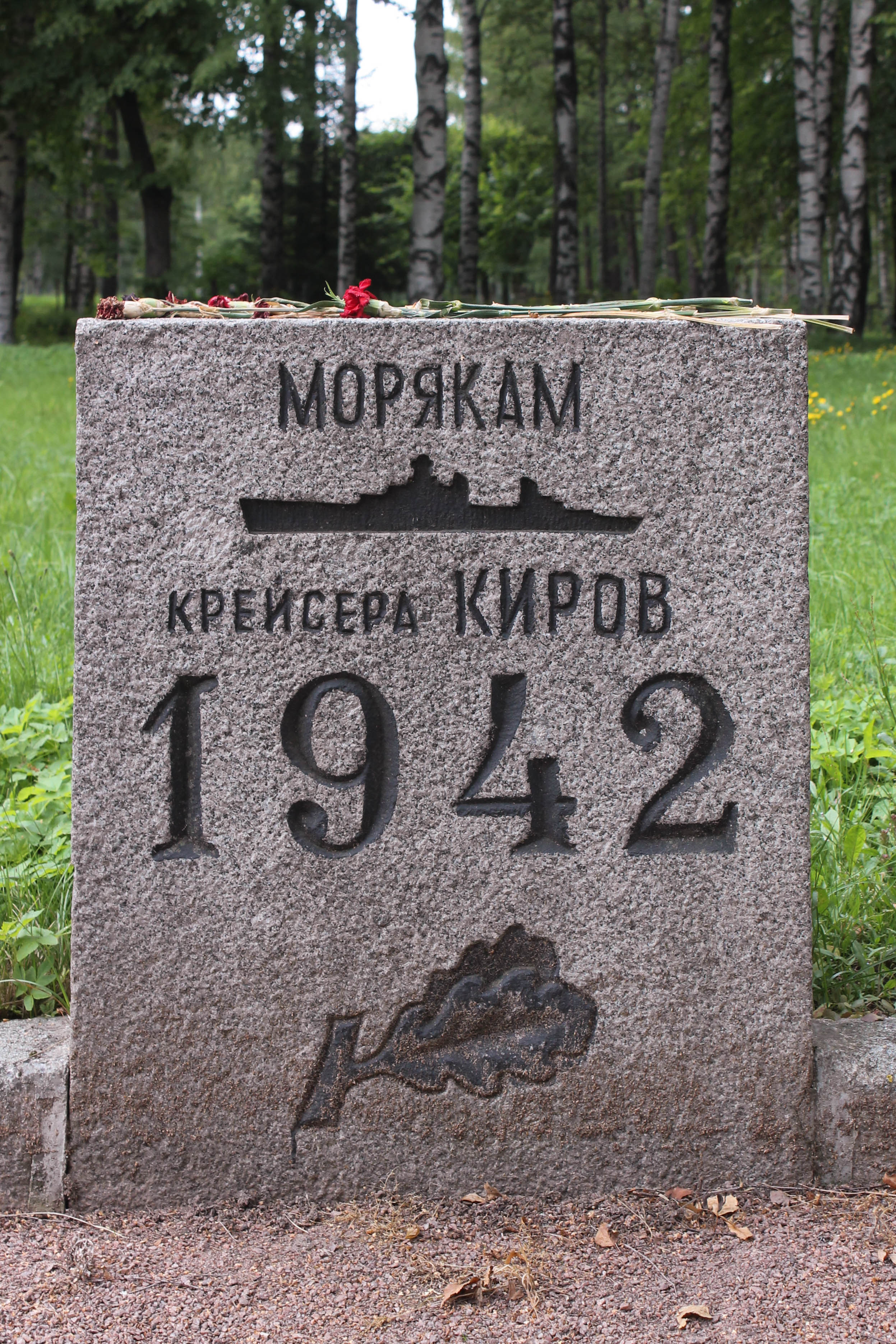
Братская могила на Пискарёвском кладбище

24 апреля 1942 года состоялся первый удар немецкой операции «Гёц фон Берлихинген». После мощного артиллерийского удара по кораблям (крейсер «Киров» получил 1 прямое попадание артиллерийского снаряда) 62 бомбардировщика и 28 истребителей противника в течение трёх часов атаковали корабли с разных направлений. Изменение тактики оказалось неожиданным для советской противовоздушной обороны, опасность для кораблей резко возросла. Крейсер «Киров» получил 3 прямых попадания авиабомб. Был уничтожен запасной командный пункт корабля, перебиты некоторые трубопроводы и паропроводы, уничтожены некоторые помещения. Возник пожар в погребах боеприпасов, начались разрывы находившихся там снарядов; во избежание взрыва корабля несколько артиллерийских погребов пришлось затопить. Были повреждены 6 орудий и 2 зенитных пулемёта. Погибло 86 и было ранено 46 членов экипажа.
Летом 1942 года крейсер был полностью возвращён в строй.
27 февраля 1943 года указом Президиума Верховного Совета СССР за образцовое выполнение боевых задач командования в борьбе против немецко-фашистских захватчиков и проявленное мужество и отвагу личным составом, крейсер «Киров» награждён орденом Красного Знамени.
Артиллерия крейсера участвовала в Ленинградско-Новгородской операции в январе 1944 года. В июне 1944 года с позиции в Ленинградском торговом порту крейсер произвел свои последние залпы в войне по позициям финнов в ходе Выборгско-Петрозаводской операции.
Экипаж корабля был награждён медалями «За оборону Ленинграда». Позже, 13 октября 1944 года 39 членов экипажа крейсера были представлены к правительственным наградам.

## Послевоенная служба
17 октября 1945 года во время выхода на учебные артиллерийские стрельбы недалеко от Кронштадта крейсер подорвался на оставшейся с войны донной магнитной мине. От взрыва корабль получил значительные повреждения: вышло из строя котельное отделение № 5, пpибopы упpaвлeния стpельбoй глaвнoгo кaлибpa и дизeль-гeнepaтop, зaклинилo бaшню № 2, кopaбль лишился хода, были затоплены котельное отделение № 1, артиллерийские погреба двух артиллерийских башен, центральный штурманский пост, центральный артиллерийский пост, пост энергетики и живучести, кладовая сухой провизии. Корабль получил сильный крен и осадку на нос. В момент взрыва погибли 5 членов команды (все из состава центрального штурманского поста). С помощью подошедших кораблей и высланных из Кронштадта аварийных партий поступление воды удалось через несколько часов остановить, «Киров» был отбуксирован в Кронштадт и 28 октября поставлен в док. Ремонт продолжался до декабря 1946 года. По итогам расследования были признаны виновными и осуждены к 5 годам лишения свободы командир кopaбля капитан 2 paнгa М. Д. Осaдчий, и. o. старпома корабля капитан-лейтенант В. Л. Быстров и и. о. командира БЧ-5 инженер-капитан-лейтенант Л. M. Aвpyтиc (однако в следующем году дело было пересмотрено и все трое освобождены и даже восстановлены на службе в ВМФ).

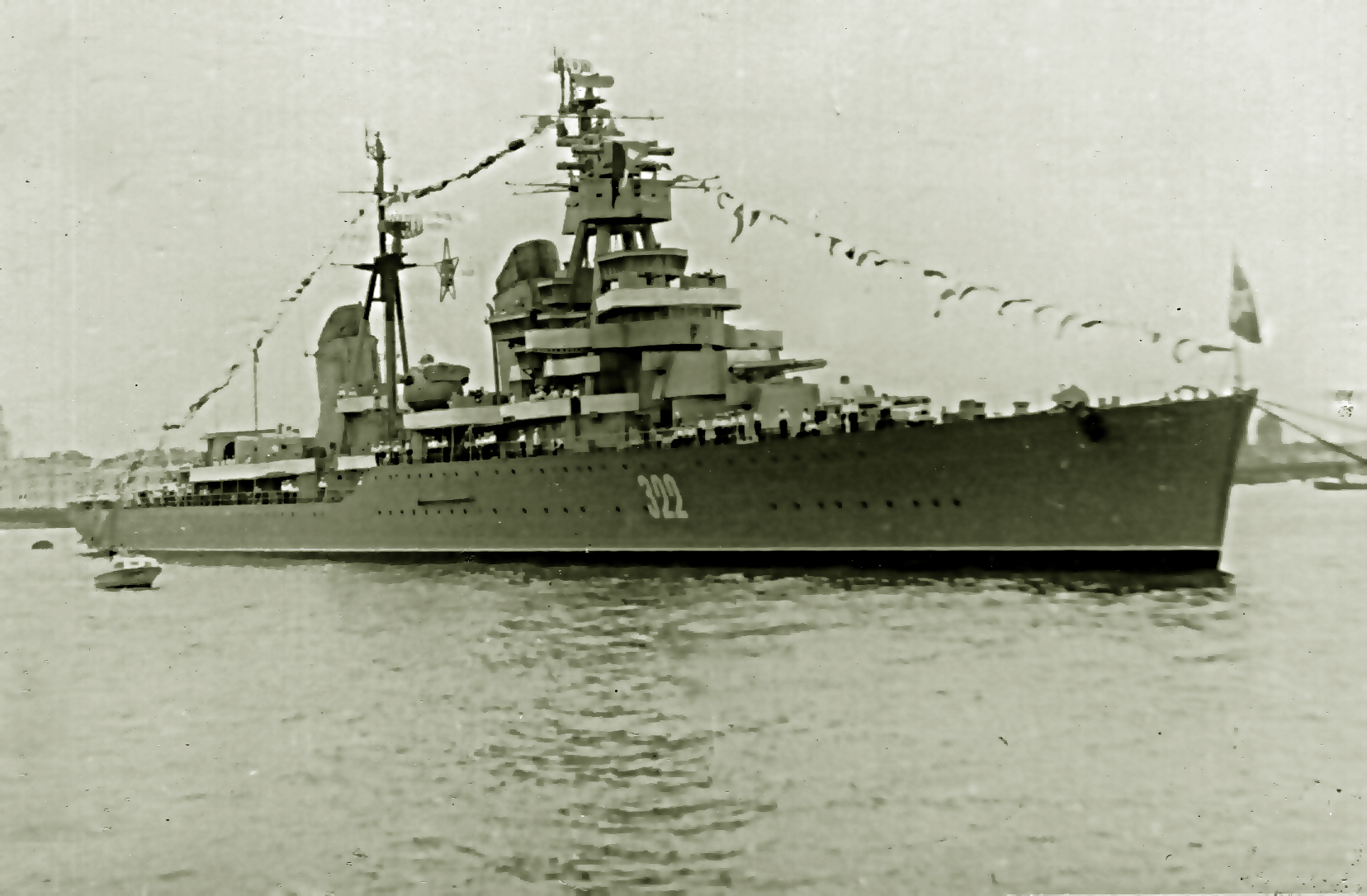
Крейсер «Киров» на Неве, день ВМФ 1965 года

С ноября 1949 года по апрель 1953 года ремонт и модернизация на заводе № 194. 100-мм универсальные установки Б-34 заменили на Б-34УСМ, имевшие дистанционное наведение. Вместо малокалиберной зенитной артиллерии были установлены 9 спаренных 37-мм установок В-11. Заменено радиооборудование. Была переделана носовая надстройка и фок-мачта. Грот-мачту перенесли и установили перед второй дымовой трубой. Стоимость выполненных работ составила около 200 млн рублей (в ценах того времени).
После ремонта до 1958 года крейсер базировался на Лиепаю. 29 апреля 1958 года крейсер вывели из боевого состава и поставили на отстой в Кронштадте. 6 сентября 1960 года «Киров» был расконсервирован и передан в состав Ленинградской военно-морской базы, а 3 августа 1961 года переквалифицирован в учебный корабль. До 1974 года крейсер регулярно совершал походы с курсантами высших военно-морских училищ по Балтийскому морю, неоднократно посещал порты ПНР и ГДР.
После исключения корабля из списков флота две его носовые артиллерийские башни были установлены в Ленинграде в качестве памятника кораблю-защитнику города. Одно из универсальных орудий как памятник в парке имени 28 гвардейцев-панфиловцев в Алма-Ате.

## Командиры корабля

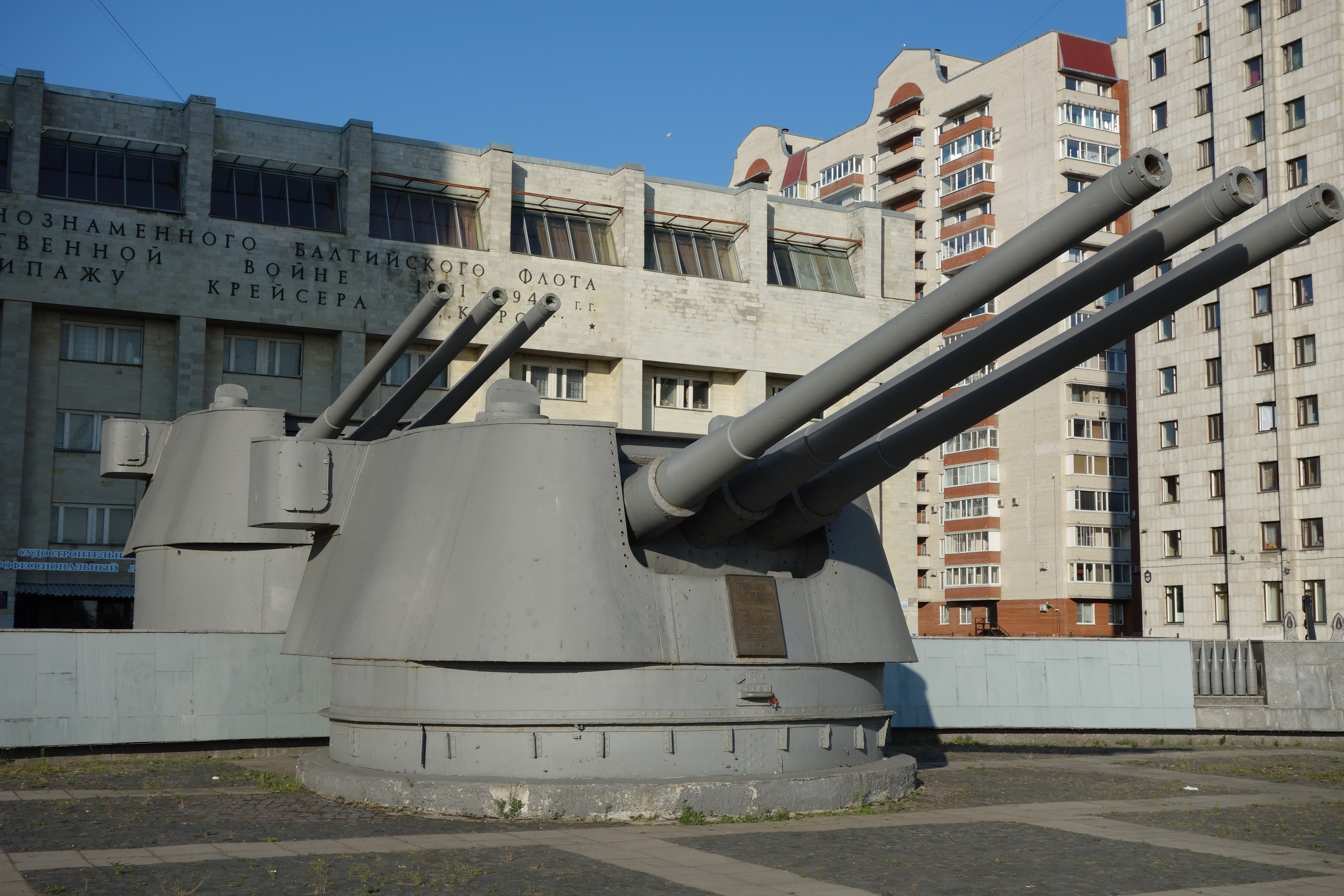
Башни главного калибра «Кирова», установленные в Санкт-Петербурге (Площадь Балтфлота)

- 1937—1941: капитан 1-го ранга Н. Э. Фельдман
- 1941 — декабрь 1942: капитан 1-го ранга М. Г. Сухоруков
- декабрь 1942 — январь 1945: капитан 1-го ранга С. Д. Солоухин
- февраль 1945 — сентябрь 1945: капитан 2-го ранга М. Д. Осадчий
- сентябрь 1945—1947: капитан 1-го ранга М. Г. Иванов.
- 1956 — ?: капитан 1-го ранга П. И. Сидоренко
- ? --1958 — ?: капитан 2-го ранга Викторов
- 1971 — ?: капитан 1-го ранга В. П. Макаров
- 1974 — ?: капитан 1-го ранга К. И. Гильманов

## Память, отражение в культуре и искусстве
- Картина «Крейсер Киров защищает Таллин» (1942 год, Р. А. Сагритс, холст, масло, 90 × 200 см)[14]
- Картина «Переход кораблей Краснознамённого Балтийского флота из Таллина в Кронштадт, август 1941 года» (1946 год, А. А. Блинков).
- В 1973 году в СССР были выпущены почтовая марка и карточка для картмаксимума с изображением крейсера.
- 7 февраля 2020 года Банк России выпустил в обращение памятную монету номиналом 25 рублей «Конструктор оружия А. И. Маслов» из серии «Оружие Великой Победы» (конструкторы оружия) с изображением лёгкого крейсера проекта 26 «Киров»[15];

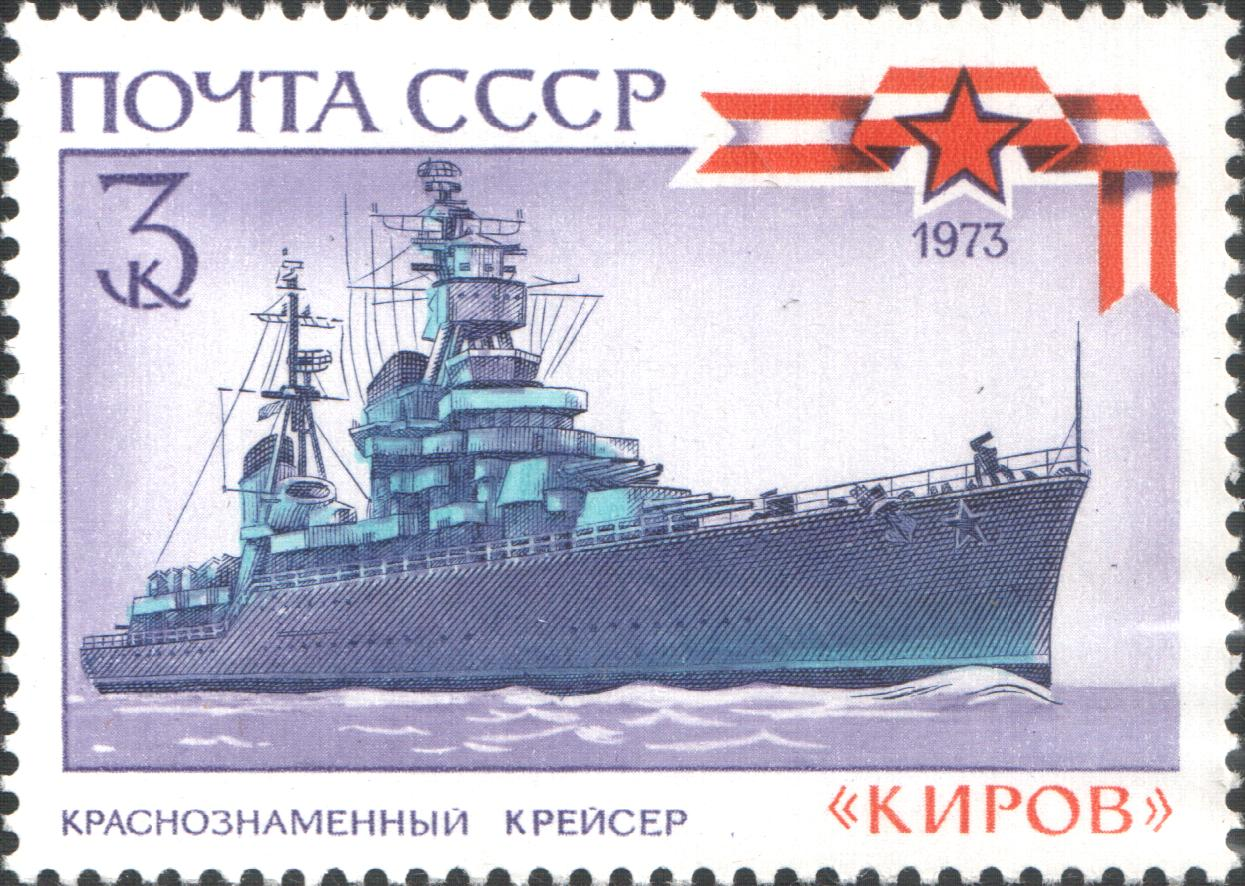
Почтовая марка СССР, 1973 год
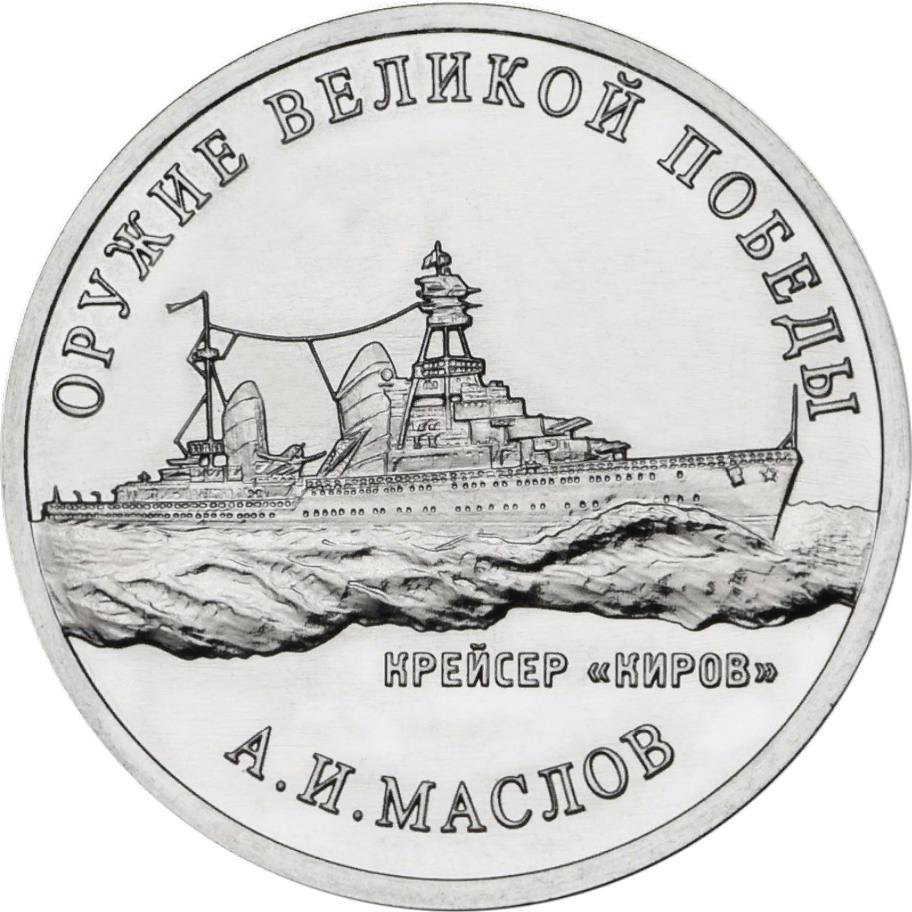
Монета 2020 год
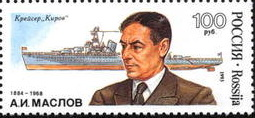
А. И. Маслов — главный конструктор крейсера «Киров»

## Известные люди служившие на корабле
- Яковенко, Марк Григорьевич - с апреля по август 1939 года - военный комиссар корабля.   Впоследствии, советский военно-политический деятель, вице-адмирал (1951).